# سنت-آنژل-دو-پرمون، کبک
سنت-آنژل-دو-پرمون (به فرانسوی: Sainte-Angèle-de-Prémont) شهری در منطقه شهری ماسکینونژه ناحیه موریسی در استان کبک کانادا است. در سرشماری سال ۲۰۱۱ این شهر ۶۱۶ نفر جمعیت داشته‌است و مساحت آن ۳۸٫۵۱ کیلومتر مربع است.